# 新屋福興宮
24°56′25″N 120°59′21″E / 24.940176°N 120.989173°E
新屋福興宮，是位於臺灣桃園市新屋區蚵間里、新屋綠色走廊自行車道終點的王爺廟，主祀七夫人媽。

## 歷史沿革

廟宇沿革寫為光緒二年建立。

泉州在瘟疫時有在海上放流王船的習俗。
清末，新屋蚵殼港漁民許克明、許俊德兄弟在巡視石滬時，發現漂流一艘無人船，除供奉七位夫人和七位王爺神像外，內還有一羊、一狗，七頂紅眠床、七架梳妝台、寢具、白米、茶葉、油鹽、鼎鑊、薪材、農具、雨具，以及各式神器等一應俱全。船內有一本帳冊，除寫提供用品的捐獻者名冊，還紀錄來自泉州府後府尾的鱟尾口。
據住持吳錦城的說法及廟宇沿革指出，七位夫人姓氏是王、金、李、黃、薛、何、梁，隨從王爺則為蕭、蘇、邢、沈、羅、池、朱姓。居民將神像暫時安奉在村民許加興的一座罟寮裡，兩年之後集資動工建廟。廟地由居民吳朝火所捐，明治三十三年（西元1900年）改建磚牆建築。戰後地址為蚵間村6鄰55號。祭祀日在農曆五月十七，祭典前會先迎接各地分香的王爺回駕，當日也會擲筊決定下屆輪值爐主來負責下屆慶典。

#### 新廟舊廟爭議
廟宇欲重建時，據曾任深圳村村長的李福益回憶，靠近蚵間村北端的信徒不願在原地興建乃全力反對，地方派系亦捲入建廟風波之中。於是民國六十二年（西元1973年），信眾以擲筊決定是否要遷移，並請新屋鄉長姜仁平作見證，結果同意遷移的聖筊有七次之多，讓支持原地重建的信徒反悔，堅持不遷。支持遷移的村落北端的信徒改在相距不到一公里處建立新廟蚵殼港昭靈宮。之後，基於公平原則，居民添丁的酬神儀式上，由這兩廟輪辦。

#### 增祀金母
舊廟的新屋福興宮在民國六十四年（西元1975年）由李肯漢等人協助重建。後來，奉乩生指示，從花東地區迎來金母娘娘，建金母娘娘聖殿。

#### 文物
廟方將當時王船船艏的劍獅木雕放在正殿上。吳錦城接任主持後，整理當時王船的迷你生活用品，發現只僅存四件八角床、兩張書桌、兩件椅子及一個供桌、牌樓等物而已，為檜木原料所製，大約縮小為十分之一。至於船骸已為漂砂淹埋，當地耆老指出若干年前退潮時偶而仍可看到船體露出。

## 景點
政府興建巡防道路作為新屋綠色走廊自行車道，串連了新屋昭靈宮、新屋福興宮、十五王公廟。新屋福興宮因為位在自行車道終點，名氣漸為人知。

## 參見

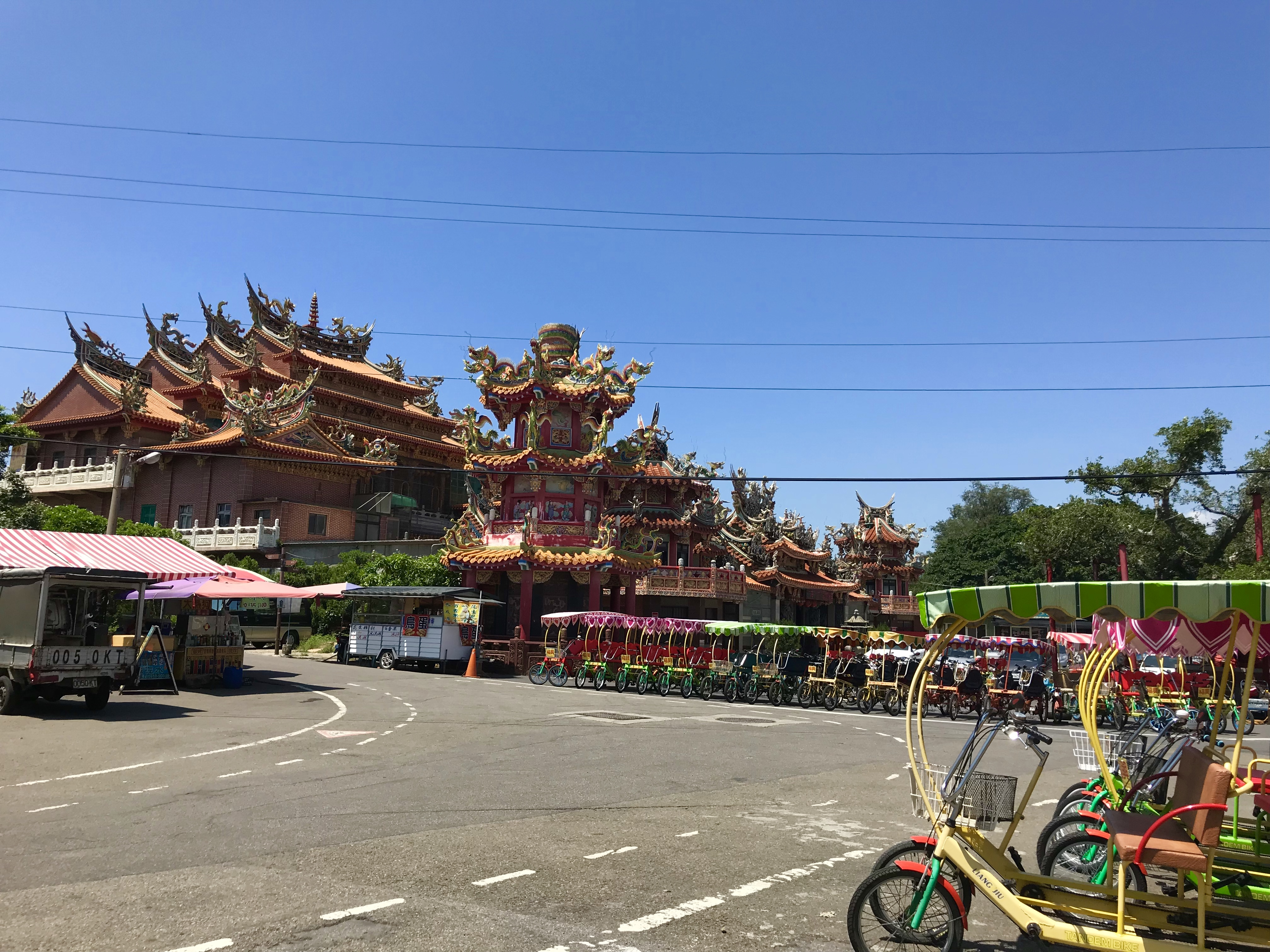
綠色走廊自行車道終點與新屋福興宮